# Günter Bechly
Günter Bechly (ur. 16 października 1963 w Sindelfingen, zm. 6 stycznia 2025) – niemiecki paleontolog i entomolog; ekspert od ważek kopalnych.

## Życiorys
W latach 1999–2016 pracował w Państwowym Muzeum Historii Naturalnej w Stuttgarcie.
Został członkiem międzynarodowego zespołu badającego skamieniałości jurajskich organizmów morskich i lądowych we wsi Sławno.